# Hövej
Hövej (kroatisch Huvlja) ist eine ungarische Gemeinde im Kreis Kapuvár im Komitat Győr-Moson-Sopron.

## Geografische Lage
Hövej liegt drei Kilometer südlich der Stadt Kapuvár an dem kleinen Fluss Kardos-ér. Nachbargemeinden sind Himod und Vitnyéd.

## Sehenswürdigkeiten
- Römisch-katholische Kirche Szentháromság
- Römisch-katholische Kapelle Fájdalmas Szűzanya, erbaut Ende des 18. Jahrhunderts (Spätbarock)
- Römisch-katholische Kapelle Lourdes, erbaut 1886 im romantischen Stil
- Spitzen-Museum (Csipkemúzeum)
- Szentháromság-Statue (Szentháromság-szobor)

## Verkehr
In Hövej treffen die Landstraßen Nr. 8613 und Nr. 8619 aufeinander. Es bestehen Busverbindungen nach Kapuvár sowie über Himod und Gyóró nach Cirák. Der nächstgelegene Bahnhof befindet sich in Kapuvár.

## Bilder

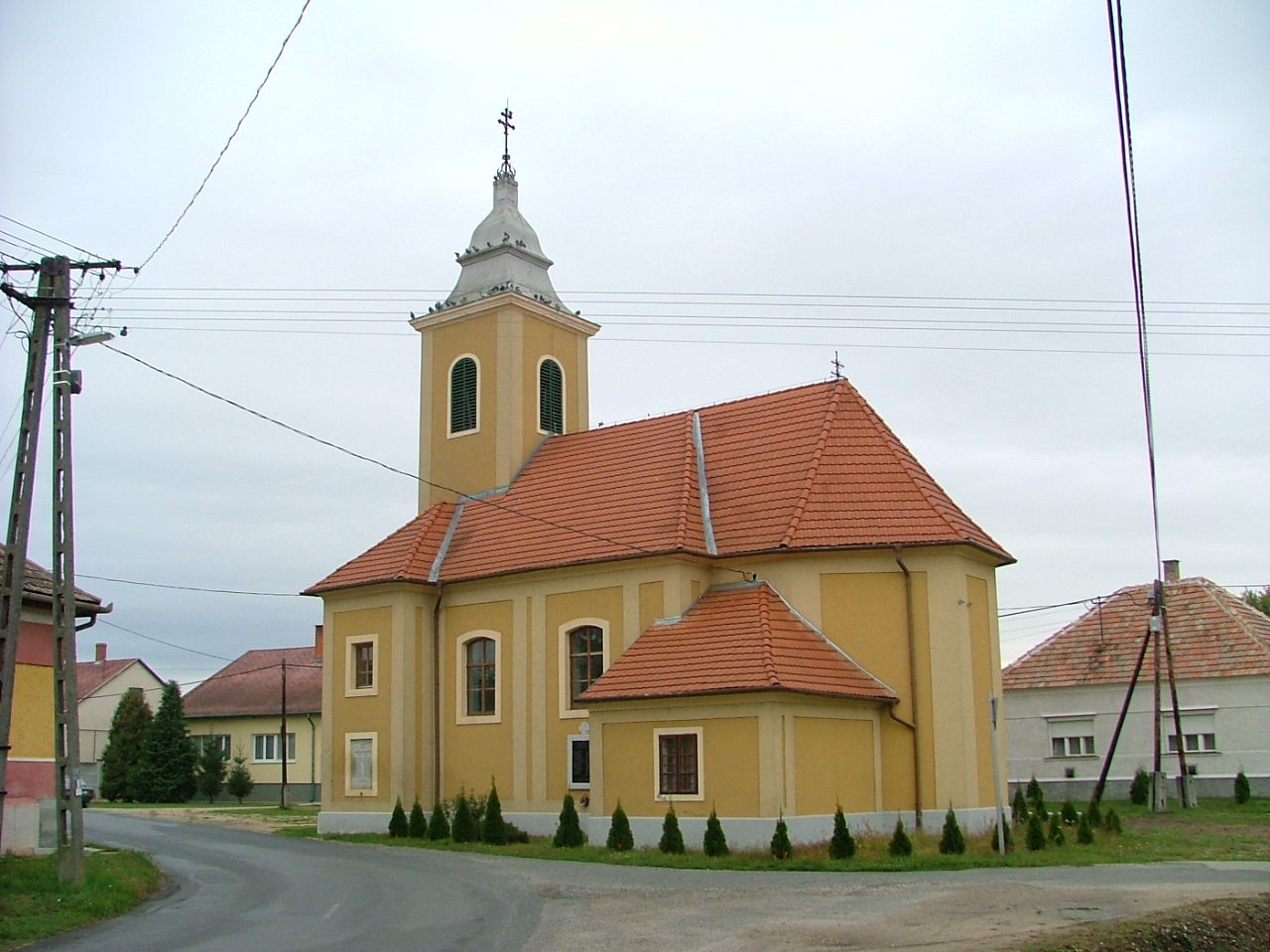
Röm.-kath. Kirche Szentháromság
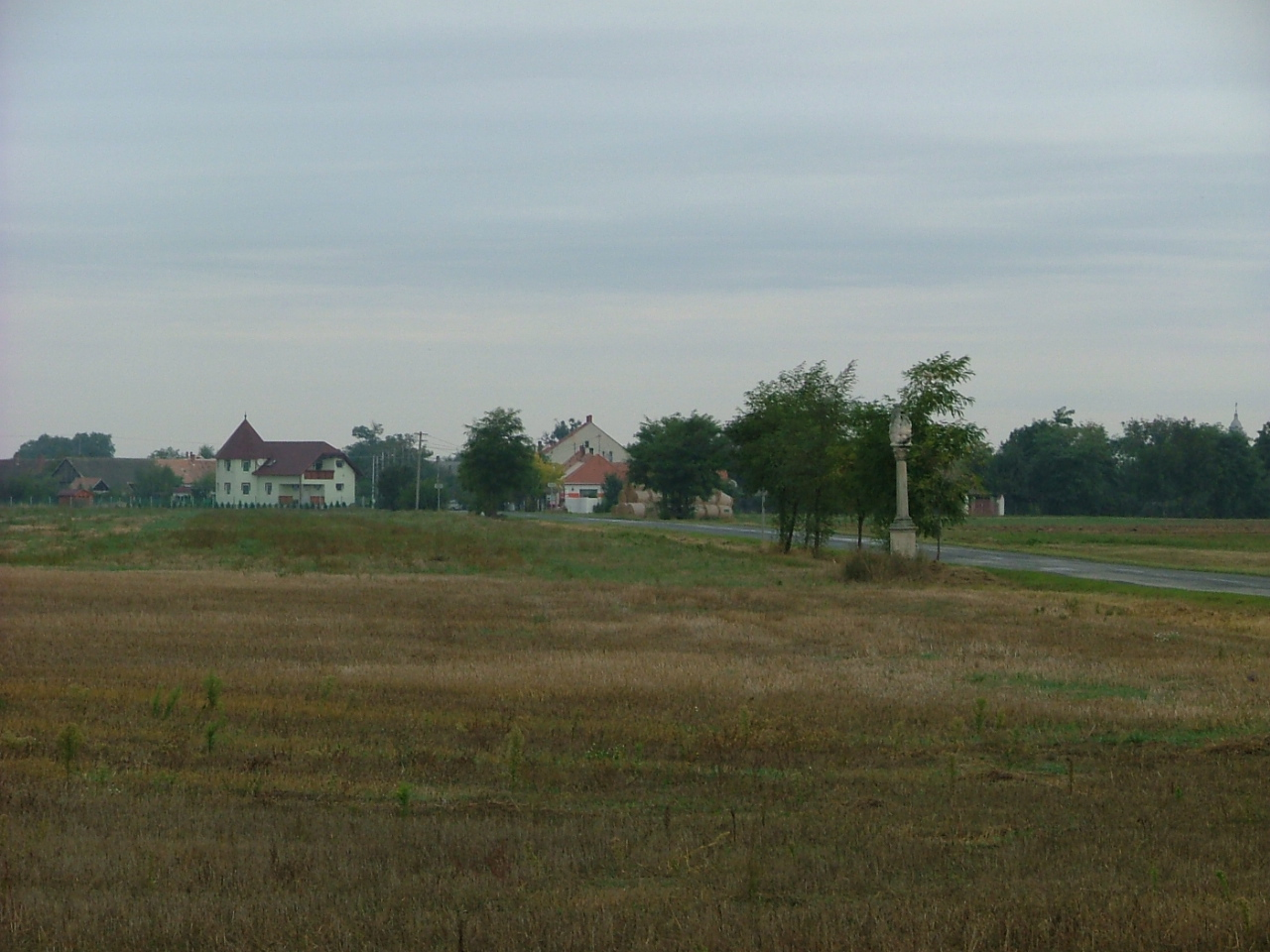
Blick auf Hövej
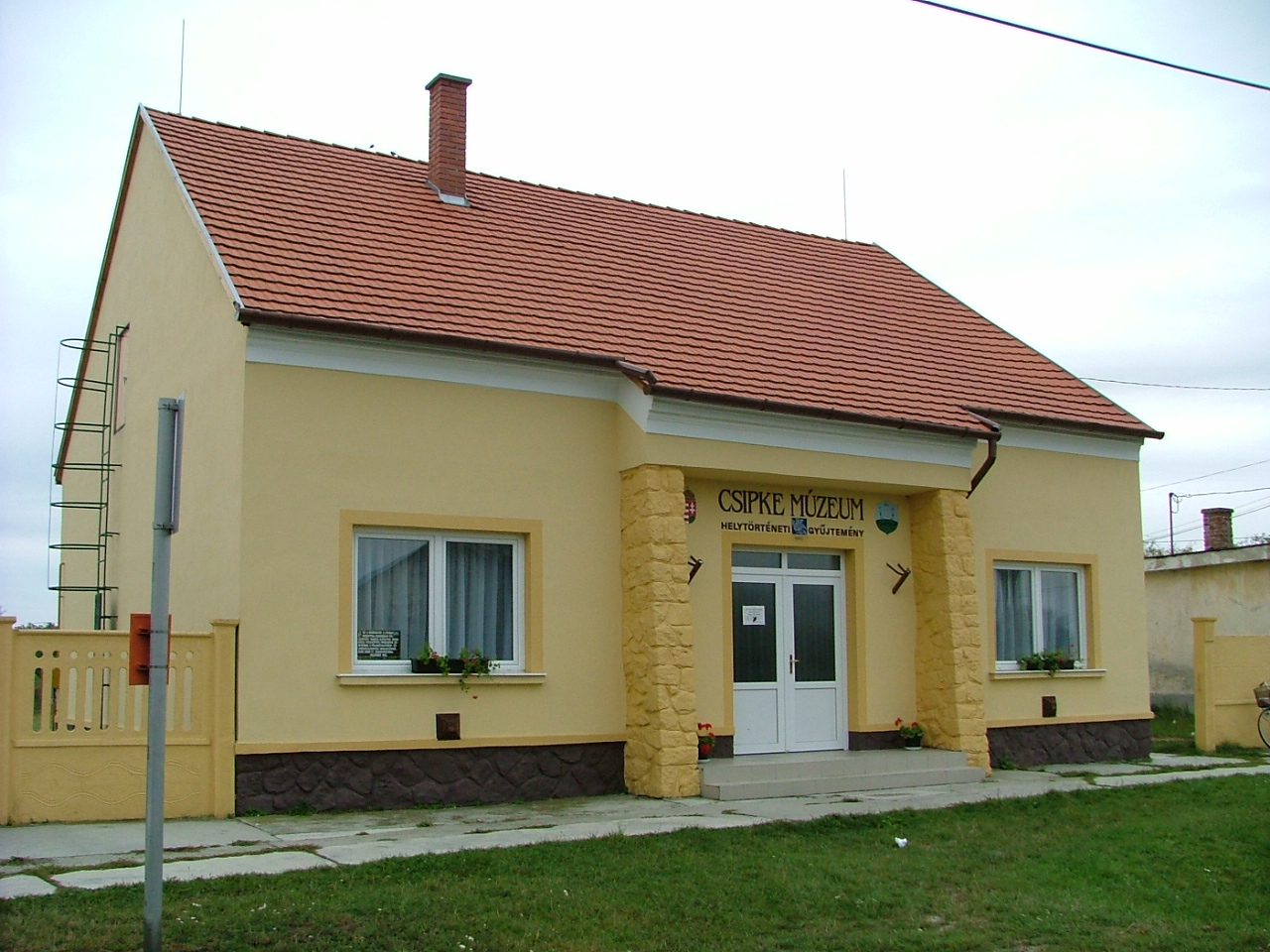
Spitzen-Museum